# Бэр, Макс
Макс Бэр (англ. Max Baer, полное имя Максимилиан Адальберт Бэр, нем. Maximilian Adalbert Baer; 11 февраля 1909, Омаха, штат Небраска, США — 21 ноября 1959, Голливуд, штат Калифорния, США) — американский боксёр-профессионал и актёр, чемпион мира в тяжёлом весе в 1934—1935 годах. Член Международного зала боксёрской славы с 1995 года и Международного еврейского спортивного зала славы с 2010 года.

## Биография
Макс Бэр начал карьеру профессионального боксёра в 1929 году в возрасте 22 лет и выиграл 22 из своих первых 24 матчей, в том числе девять нокаутом в первом раунде. Он быстро зарекомендовал себя как опасный соперник на ринге, в 1930 году отправив одного из своих соперников — Фрэнки Кэмпбелла — в нокаут, после которого тот скончался. Бэру было предъявлено обвинение в убийстве, но впоследствии он был оправдан, хотя на год отстранён от участия в боях в штате Калифорния.
После этого Бэр на несколько месяцев прервал выступления, а затем проиграл четыре из шести следующих боёв, в частности из-за того, что опасался переходить в атаку. Кроме того, в боях с сильными соперниками стали ясны недостатки его техники. Один из его победителей, будущий член Международного зала боксёрской славы Томми Лаугран, объяснил Бэру, что тот делает слишком широкий замах и даёт понять противнику, какой удар он готовит. Укоротить удар Бэру помог Джек Демпси, и в дальнейшем следивший за его карьерой.
Когда Бэр восстановил мощь своих ударов, он снова стал опасен для соперников. В 1932 году после его нокаута с ринга унесли без сознания бывшего претендента на звание чемпиона мира Эрни Шаафа. Вскоре после этого Шааф принял участие в бою с итальянцем Примо Карнерой и умер, не приходя в сознание, после нокаута. Эту смерть частично связывали с травмой, полученной в бою с Бэром.
В 1933 году Бэр на «Янки-стэдиум» в Нью-Йорке встретился в матче с известным немецким боксёром, любимцем Гитлера Максом Шмелингом. На глазах у 60 тысяч зрителей Бэр выступавший на ринге со Звездой Давида нанёс своему сопернику сокрушительное поражение: хотя бой не закончился нокаутом, рефери остановил его в десятом раунде за явным преимуществом американца. Эта победа обеспечила Бэру участие в матче за мировой титул в тяжёлом весе против Карнеры. Этот бой состоялся 14 июня 1934 года на «Мэдисон-Сквер-Гарден-Боул» в присутствии 50 тысяч зрителей и окончился победой Бэра техническим нокаутом в 11-м раунде после того, как он многократно посылал Карнеру в нокдаун: три раза в первом раунде, два раза во втором, один раз в третьем, три раза в десятом и дважды в одиннадцатом раунде. Ещё несколько раз Карнера терял равновесие во втором и восьмом раундах.
После победы над Карнерой Бэр расслабился, наслаждаясь обретённой известностью. Он вёл роскошную жизнь, завёл многочисленных любовниц, в том числе актрис театра и кино, и сам начал сниматься в кино, сыграв в фильме «Боксёр и леди» (запрещённом в нацистской Германии из-за его еврейских корней). Ровно через год после завоевания звания чемпиона мира, 13 июня 1935 года, он вышел на ринг против Джеймса Брэддока, чтобы защищать титул. Однако Бэр в этом матче был далёк от своей лучшей формы, выступал с повреждённой правой рукой и в целом не воспринимал бой слишком серьёзно, и в итоге судьи после 15 раундов провозгласили новым чемпионом Брэддока.
После потери титула Бэр выступал на ринге ещё шесть лет, проведя 34 боя, из которых победил в 30. После окончания спортивной карьеры он продолжал сниматься в кино, а также выступал в ночных клубах с комическими программами — как в одиночку, так и в дуэте с другим боксёром-актёром Макси (Слапси) Розенблумом. Макс Бэр также подвизался в качестве рефери и судил матчи в боксе и реслинге. Его сын, Макс Бэр-младший, сделал успешную телевизионную карьеру, запомнившись зрителям многолетним участием в сериале «Деревенщина из Беверли-Хиллс».
Всего за годы профессиональной карьеры Макс Бэр провёл 83 боя, из которых победил в 70, в том числе в 52 — нокаутом. Из 13 поражений — 3 нокаутом, 8 решением судей, 2 из-за нарушений правил. Успехи Бэра в профессиональном боксе были отмечены после его смерти. Его имя было включено в списки ряда залов боксёрской славы, в том числе Всемирного зала славы бокса в 1981 году и Международного зала боксёрской славы в 1995 году. В 2003 году журнал «Ring» поставил его на 22-е место в списке ста лучших «панчеров» в истории, а в 2010 году его имя было включено в списки Международного еврейского спортивного зала славы.